# Bob Vogel
Robert Louis Vogel (Columbus, 23 settembre 1941) è un ex giocatore di football americano statunitense che ha militato nel ruolo di offensive tackle nella National Football League (NFL).

## Carriera
Vogel al college giocò a football con gli Ohio State Buckeyes, vincendo il campionato nazionale nel 1961 e venendo premiato come All-American. Fu scelto nel corso del primo giro (5º assoluto) del Draft NFL 1963 dai Baltimore Colts. Con essi protesse il lato cieco del quarterback Johnny Unitas in due Super Bowl: il Super Bowl III,, nella sconfitta a sorpresa contro i New York Jets dell'American Football League, e il Super Bowl V, nella vittoria sui Dallas Cowboys per 16-13. Si ritirò dopo la stagione 1972 con cinque convocazioni al Pro Bowl all'attivo.

## Palmarès

### Franchigia
- Campionati NFL : 1

Baltimore Colts: 1968
- Super Bowl : 1

Baltimore Colts: V
- American Football Conference Championship: 1

Baltimore Colts: 1970

### Individuale
- Convocazioni al Pro Bowl: 5

1964, 1965, 1967, 1968, 1971
- All-Pro: 5

1964, 1965, 1967, 1968, 1969